# 세척공포증

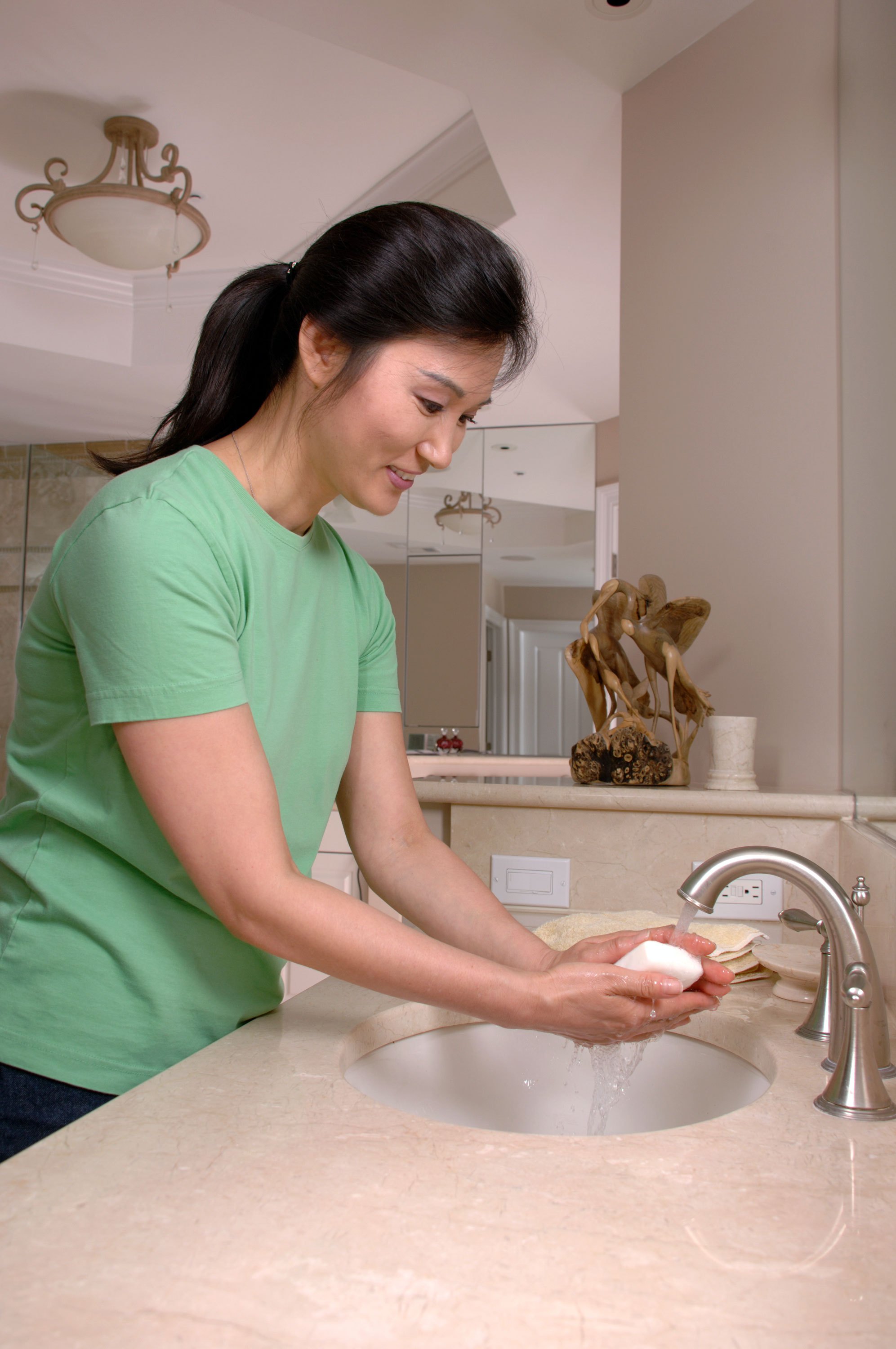

세척공포증 (洗滌恐怖症, Ablutophobia, '씻다'를 뜻하는 라틴어 ablutere에서 유래)은 목욕, 세척, 또는 청소에 대한 영구적, 이상적이고 부당한 두려움이다. 이 공포증은 상황에 따른 특정 공포증이다. 세척공포증은 남성보다 어린이와 여성에게 일반적으로 나타나는 경향이 있다. 그러나 두려움은 어린이들에게 일반적으로 나타나는 일이므로 그들은 목욕이 두려워 할 일이 아니라는 것을 배워야 한다.

## 같이 보기
- 공포증 목록

## 참고도서
- Saul, Helen (2001). 《Phobias: Fighting the Fear》. Arcade Publishing. ISBN 1-55970-647-3.
- Novobatzky, Peter; Shea, Ammon (2002). 《Depraved and Insulting English》. Houghton Mifflin Harcourt. 1쪽. ISBN 0-15-601149-2.[깨진 링크(과거 내용 찾기)]